# Mokdok Do
Mokdok Do är en ö i Sydkorea.   Den ligger i provinsen Incheon, i den västra delen av landet, 130 km sydväst om huvudstaden Seoul.